# 鲁本·巴拉哈
鲁本·巴拉哈·维加斯（Rubén Baraja Vegas，1975年7月11日—），乃一名已退役西班牙足球運動員，司職中場。2016–2017年為西乙球會華歷簡奴主教練。

## 生平
鲁本·巴拉哈是在家鄉球會華拉度列展開其球員生涯，曾效力馬德里體育會幾個球季。他加盟時馬德里體育會正值沉淪時期，2000年更降級收場，他只好轉投屬爭標分子的華倫西亞。
在這季鲁本·巴拉哈無疑作了個正確的轉會決定，蓋因他不但很快在球會取得正選，還於2000年10月7日首度入選國家隊，出席了2002年世界盃和2004年歐洲國家盃。而在球會他則為華倫西亞贏得兩屆聯賽冠軍(2001-02、2003-04)，也打入過2000-01年度歐冠盃決賽，惟不幸在決賽中互射十二碼敗於德甲球會拜仁慕尼黑。
近幾年因傷勢問題加上年紀漸大，鲁本·巴拉哈沒有出席後來的大賽，在球會上陣時間也越來越少。

## 榮譽
- 華倫西亞
  - 西班牙甲組足球聯賽冠軍（2次）
    - 2001/02,2003/04

  - 西班牙盃冠軍（1次）
    - 2008

  - 西班牙超級盃冠軍（1次）
    - 2004

  - 歐洲足協杯冠軍（1次）
    - 2003/04

  - 歐洲超霸杯冠軍（1次）
    - 2005